# Wimborne Town F.C.
Wimborne Town FC là một câu lạc bộ bóng đá có trụ sở tại Wimborne Minster, Dorset, Anh. Thành lập vào năm 1878, đội bóng hiện thi đấu tại Southern Premier South.

## Danh hiệu

### Liên đoàn
- Wessex League Premier Division :[2]
  - Vô địch: 1991–92, 1993–94, 1999–00
  - Á quân: 1992–93, 1996–97, 2003–04, 2009–10
- Dorset League Division One:[3]
  - Vô địch: 1980–81
  - Á quân: 1938–39

### Cúp
- FA Vase:[2]
  - Vô địch: 1991–92
- Dorset Senior Cup:[4][5]
  - Vô địch: 1991–92, 1996–97, 2017–18
  - Á quân: 1998–99, 1999–00, 2009–10, 2011–12, 2012–13
- Wessex League Cup:[3][6][7]
  - Vô địch: 1990–91, 1993–94, 1996–97, 1999–00, 2007–08
- Dorset Senior Amateur Cup:[3]
  - Vô địch: 1936–37, 1963–64
- Dorset Minor Cup:[3]
  - Vô địch: 1912–13
- Dorset Junior Challenge Cup:[3]
  - Á quân: 1913–14

## Thống kê
- Thành tích tốt nhất tại hạng đấu:[2] Xếp thứ 3 tại Southern League Division One South & West mùa giải 2017–18,
- Thành tích tốt nhất tại FA Cup:[2] Vòng một mùa giải 1982–83
- Thành tích tốt nhất tại FA Trophy:[2] Vòng một mùa giải 2014–15
- Thành tích tốt nhất tại FA Vase:[2] Vô địch mùa giải 1991–92